# Zapora systemu Windows
Zapora systemu Windows, nazwa oryginalna Windows Firewall – zapora sieciowa, komponent rodziny systemów operacyjnych Windows. 
Komponent został wprowadzony po raz pierwszy w pakiecie Service Pack 2 dla systemu Windows XP.
W wersji dla Windows Server 2008, Windows Vista i Windows 7 wprowadzono kilka poprawek takich jak np. wiele aktywnych profili.
Microsoft zaleca, aby zapora systemu Windows pozostała uruchomiona nawet mimo uruchomienia innej zapory sieciowej.